# 薩爾瓦多國旗

萨尔瓦多國旗为一面自上而下由藍-白-藍三道條橫條組成的旗幟，两道蓝色横条象徵薩爾瓦多共和国位於太平洋與大西洋之間；白色代表萨尔瓦多民众对和平的祈望。藍-白-藍横条源自中美洲联邦共和国旗幟的主体图案（萨尔瓦多在1822至1839年间为中美洲联邦共和国的一员）。
国旗中央有薩爾瓦多國徽图案的，為政府用旗，比较常见。而在国旗中间用西班牙文书有萨尔瓦多國家格言（大意为“上帝、統一、自由”）的，则是民用旗，仅在民间集会中使用。
法定的萨尔瓦多国旗纵横比例为189：335，但通常会简化为3：5。
现行萨尔瓦多国旗启用于1912年5月17日，1972年，国旗图案在该国宪法中正式得以確定。

## 历史国旗
1839-1896年，以及1898-1912年間，萨尔瓦多为彰显同美国的紧密友谊，使用了与美国国旗相类似的“星条旗”圖案的旗幟作为国旗。
- 1839-1865
- 1865
- 1865-1869

- 1869-1873
- 1873-1877
- 1877-1896

- 1896-1898
- 1898-1912